# 中村とうよう
中村 とうよう（なかむら とうよう、本名：中村 東洋、1932年〈昭和7年〉7月17日 - 2011年〈平成23年〉7月21日）は、日本の音楽評論家、編集者。

## 略歴
株式会社ミュージック・マガジンの元・取締役会長、代表取締役。「中村とうよう事務所」代表。武蔵野美術大学客員研究員。
ジャズ、ロック、フォークなどのポピュラー・ミュージックから、ワールド・ミュージック、国内・海外のルーツ・ミュージックまで、幅広く守備範囲とする評論家であり、また、多数のレコード、CDの企画・紹介を行っていた。
2005年、趣味である、音楽関係を中心としたさまざまなジャンルの骨董収集コレクションの内容を本にまとめ、『中村とうようの収集百珍』として刊行した。2009年、『ミュージック・マガジン1月号』では、「アルバム・レヴュー」の「ワールド・ミュージック」のレヴュワー陣からの降板を発表した。これにより同誌ではコラム「とうようズ・トーク」のみを担当することになった。これは自身の死後を考え、サブカルチャーに理解の深い武蔵野美術大学にレコード、楽器、書籍などの音楽関係の資料をすべて寄贈することになり、その膨大な作業を進めるためであると、同号の「とうようズ・トーク」で説明されている。また、2008年10月に同校の客員研究員となったことも発表された。
2010年、『ミュージック・マガジン』12月号で、株式会社ミュージック・マガジンの会長職を辞したことが発表された。
2011年7月21日、東京都立川市柴崎町のマンション敷地内で倒れているのが発見され病院に搬送されたが、約1時間後に死亡が確認された。79歳没。警視庁立川署は、このマンションの8階の自宅から飛び降り自殺を図ったとみている。没後に発刊された『ミュージック・マガジン』9月号では、遺書とともに執筆された「とうようズ・トーク」の最終回全文がそのまま掲載され、読者へ向けての最期の挨拶となった。「とうようズ・トーク」では年を取っても他人の世話にはなりたくないとして「でも自分ではっきりと言えますよ。ぼくの人生は楽しかった、ってね。この歳までやれるだけのことはやり尽くしたし、もう思い残すことはありません」と書かれていた。
生前の意思により葬儀は行われず、複数の「お別れ会」が行われた。特に9月28日の「お別れ会」では石坂敬一が発起人となり、約230人が参加した。

## エピソード
1974年1月25日に読売ホールで行われたジャック・エリオットのコンサートに、前座として出演した「アーリー・タイムス・ストリングス・バンド（高田渡、友部正人、加川良）」、なぎら健壱らに対して、中村が「ジャック・エリオットはいいが、前座の◯◯や◯◯はまるでなってない、あんな連中は出すことはない」というようなことを名指しで某雑誌に書いたことに腹を立てた高田渡が、『新譜ジャーナル』に「評論家のセンセイ方は、ボクたちの音楽をいじめることに生き甲斐を感じているんじゃないか」と反論を書いた。それがきっかけで『新譜ジャーナル』にて高田渡との対談を組んだ。その際、高田が酒に弱い中村に酒を飲ませてベロベロにした。ついには青い顔をして吐いてしまった。高田に介抱されて、強気になれず言葉を失ってしまった。介抱しながら高田のダメ押し「そんなにいうなら、あんたが歌えばいいじゃないか」と評論家の一番弱いところを突いた。それでこの論争は解決というかウヤムヤになったという。
『ニュー・ミュージックマガジン』の編集長時代は、辛口採点で知られた中村だが、岡林信康がフォークから遠ざかり、演歌的アルバム『うつし絵』など出した後、フォーク的アルバム『ラブソングス』を出したとき、100点満点を出したことは大変に有名。
現在ではオール・ミュージック・ガイドやピッチフォークなど、世界的な音楽メディアを中心にオルタナティブ・ロックの金字塔の一つとされ、高い評価を受けているソニック・ユースの『デイドリーム・ネイション』を、当時ミュージック・マガジン誌面上で「音楽の才能が無い人間が作った音楽。工場排水の垂れ流しのような演奏。」と10点満点中1点をつけ、酷評した。中村は西洋クラシック音楽の修練の痕跡を持つアーティストを、決して認めようとしなかった。その証拠に「とうようズ・トーク」にクラシック音楽を賛美した文章は、ない。

## 出演番組
- ナイトジャーナル（NHK総合）
- イレブンサーティーブルース（TBSラジオ）
- 中村とうよう ブルースの世界（TBSラジオ）
- つかしん・ミュージック・ウェーブ（ラジオ関西）
- FM25時 ミッドナイト・マガジン（エフエム東京）
- FMラブリー（エフエム東京）

## 著書

### 単著

#### 中村東洋名義
- 『ラテン音楽入門』音楽之友社、1962年12月5日。
- 『ポピュラー専科 軽音楽をたのしむ本』実業之日本社、1966年。
- 『フォーク・ソングのすべて : バラッドからプロテスト・ソングまで』東亜音楽社〈TAO Popular Library〉、1966年。

#### 中村とうよう名義
- 『ロック音楽事典』主婦と生活社、1971年。
- 『フォークからロックへ』〈ロック・ミュージック・ライブラリー〉、主婦と生活社、1971年12月20日。
- 『ブルースの世界』主婦と生活社、1972年。
- 『地球のでこぼこ : とうようズ・バラード』話の特集、1978年7月17日。
- 『ブラック・ミュージックとしてのジャズ』ニューミュージック・マガジン、1978年12月。
- 『大衆音楽の真実』ミュージック・マガジン、 1986年1月。
- 『アイウエ音楽館』筑摩書房〈ちくまプリマーブックス〉、1988年6月。
- 『地球のでこぼこ 2』話の特集、1989年6月1日。
- 『地球が回る音』筑摩書房、1991年9月。
- 『俗楽礼賛』北沢図書出版、1995年8月。
- 『アメリカン・ミュージック再発見』北沢図書出版、1996年11月。
- 『雑音だらけのラヴソング 1970年代篇』ミュージック・マガジン、1999年4月。
- 『雑音だらけのラヴソング 1980年代前篇』ミュージック・マガジン、1999年4月。
- 『雑音だらけのラヴソング 1980年代後篇』ミュージック・マガジン、 1999年5月。
- 『ポピュラー音楽の世紀』岩波書店〈岩波新書〉、1999年9月。
- 『ロックが熱かったころ』ミュージック・マガジン〈とうようズコレクション〉、1999年9月。
- 『大衆音楽としてのジャズ』ミュージック・マガジン〈とうようズコレクション〉、1999年10月。
- 『ニッポンに歌が流れる』ミュージック・マガジン〈とうようズコレクション〉、1999年11月。
- 『雑音だらけのラヴソング 1990年代篇』ミュージック・マガジン、2001年12月。
- 『中村とうようの収集百珍』ミュージック・マガジン、2005年7月。

### 共編著
- 野口久光『男のサウンド149の戦略 : 精神的おしゃれ学入門』〈ムックの本〉、KKロングセラーズ、1974年11月25日。
- 内田裕也（著）中村とうよう（編）『音楽をどう生きるか : 内田裕也対談集』創樹社、1974年8月5日。
- 『別冊・話の特集 色川武大・阿佐田哲也の特集』（矢崎泰久、大滝譲司、和田誠共編）話の特集、1989年7月。
- 野口久光『私の愛した音楽・映画・舞台』（中村編）ミュージック・マガジン、1995年6月。

### 訳書
- カール・ベルツ『ロックへの視点』（三井徹共訳）音楽之友社、1972年。
- ハムザ・エルディーン『ナイルの流れのように』筑摩書房、1990年4月。
- ピーター・マニュエル『非西欧世界のポピュラー音楽』ミュージックマガジン、1992年6月。
- ピーター・ファン=デル=マーヴェ『ポピュラー音楽の基礎理論』ミュージック・マガジン、1999年6月。

## CDプロデュース
- ブラスは世界を結ぶ 19-21ユニバーサル・バンド 1991年
- マレイシアの花 サローマ 1992年
- マレイシアの伝説 P.ラムリー 1992年
- 遊びをせんとや生まれけん〜梁塵秘抄の世界 桃山晴衣 1992年
- 幻の庶民芸 豊年斎梅坊主 1992年
- 萬歳の至芸 砂川捨丸 1992年
- 天才的話芸 ミスワカナ, 玉松一郎 1994年
- 説教節 若松若太夫(初代) 1994年
- 至福のインド声楽 M.S.スブラクシュミ 1995年
- サンバ黄金期の栄光 カルメン・ミランダ 1995年
- ブラック・ポップの先駆 ネリー・ラッチャー 1995年
- 上海歌謡の名花 周璇（チョウ・シュアン） 1995年
- 激情のカンテ・フラメンコ ニーニャ・デ・ロス・ペイネス 1995年
- シフサーファ 中東のニュー・ミュージック 1995年
- 自由の歌を 南アフリカ 黒人音楽の鼓動 1995年
- ビバ・サルサ！ 1995年
- 再発見・ニッポンの音(1)〜(10) 1995年
- 永遠の歌声 テレサ・テン(1)〜(3) テレサ・テン 1995年
- ベスト&ベスト テレサ・テン 1996年
- オリジナル・ロード・トゥ・ダンドゥット 1996年
- ゴスペルの王者 ディクシー・ハミングバーズ 1939-1976 ディクシー・ハミングバーズ 1998年
- キューバ音楽の真実 2002年
- カリビアン・ミュージック・ルーツ 2002年
- 歌の国プエルトリコ〜エルナンデスとフローレスの世界 ラファエル・エルナンデス, ペドロ・フローレス 2002年
- アフロ・キューバンの魔術師 ミゲリート・バルデース 2003年
- ゴスペル・トレイン・イズ・カミング 2004年
- ゴスペルの神髄 ブラインド・ボーイズ・オヴ・ミシシッピ 2004年
- バーバーショップからヒップホップまで アメリカン・コーラスの歴史 2004年
- ブラック・ミュージックの伝統 ジャズ、ジャイヴ&ジャンプ篇 2004年
- ブラック・ミュージックの伝統 ブルース、ブギ&ビート篇 2004年
- 海上の道〜トリビュート・トゥ・アフロカリビアン・リズムス ウィリー・ナガサキ&アフロ・ジャパニーズ・オールスターズ 2004年
- アメリカン・ミュージックの原点 2005年
- 弾き詠み草 桃山晴衣 2005年

他多数

## 関連文献
- 『中村とうよう 音楽評論家の時代』二見書房、2017年。ISBN 978-4872338973。